# اکسل ریدین
اکسل ریدین (انگلیسی: Axel Rydin; ۱۴ فوریهٔ ۱۸۸۷ – ۱۳ مهٔ ۱۹۷۱) قایقران قایق بادبانی اهل سوئد بود.